# سرب (فیلم)
سُرب فیلمی به کارگردانی و نویسندگی مسعود کیمیایی است که در سال ۱۳۶۷ در هفتمین دوره جشنواره بین‌المللی فیلم فجر به نمایش در آمد. مسعود کیمیایی، فیلمنامه سرب، چهاردهمین ساخته خود را بر اساس فیلم‌نامه هاگانا نوشته تیرداد سخایی، نوشته و کارگردانی کرد.
سرب به تهیه‌کنندگی محمدهاشم سبوکی در شرکت شیرازفیلم، بعدها به صورت یک سریال ۴ قسمتی در سیمای جمهوری اسلامی روی آنتن رفت.

## خلاصه داستان
در تهران سال‌های ۱۳۳۰ یک زوج جوان یهودی به نام‌های دانیال و مونس همچون بسیاری دیگر از یهودیان خواهان عزیمت به سرزمین موعود هستند. اما از آنجاییکه عمویشان یعقوب مخالف صهیونیزم است با مخالفت سازمان هاگانا که یک گروه بسیج کنندهٔ یهودیان می‌باشد مواجه می‌شوند. چندی بعد یعقوب به دست یزقبل که عضو سازمان است کشته می‌شود و پلیس میرزا محسن، همسایه یعقوب را که فردی متدین بوده و برای کمک به او آمده‌است را به جرم قتل دستگیر و روانهٔ زندان می‌کند. دانیال و مونس که از هویت قاتل آگاه هستند برای نجات جان خود مجبور به فرار و زندگی مخفیانه شده و درصددند تا هر طور شده از کشور خارج شوند. نوری، برادر میرزا محسن برای اثبات بی‌گناهی برادر خود به دنبال آنان است تا در دادگاه شهادت دهند ولی غیر از او یزقبل نیز در پی آنان است تا شاهدی بر قتلش باقی نماند. سرانجام نوری موفق به بازگرداندن دانیال می‌شود. در روز دادرسی دانیال مورد ترور واقع می‌شود اما نوری با انداختن خود در جلوی او مورد اصابت گلولهٔ قاتل قرار می‌گیرد و دانیال سرانجام در دادگاه حاضر می‌شود.

## بازیگران
اسامی بازیگران فیلم سرب به ترتیب نمایش در عنوان‌بندی پایانی فیلم    :
| شمارگان | بازیگران       | نقش‌ها                      | گویندگان        |
| ------- | -------------- | -------------------------- | --------------- |
| ۱       | جمشید مشایخی   | میرزا محسن خان             | منوچهر اسماعیلی |
| ۲       | جلال مقدم      | دندان‌پزشک یهودی            | منوچهر اسماعلی  |
| ۳       | هادی اسلامی    | نوری                       | منوچهر اسماعیلی |
| ۴       | فریماه فرجامی  | مونس                       | زهره شکوفنده    |
| ۵       | امین تارخ      | دانیال                     | خسرو خسروشاهی   |
| ۶       | فتحعلی اویسی   | یِزقِبل                      | عطاءالله کاملی  |
| ۷       | یدالله رضوانی  | مایر                       | حسین عرفانی     |
| ۸       | سعید پیردوست   | مدیر روزنامه، آسید ممد خان | ژرژ پطروسی      |
| ۹       | نرسی گرگیا     | شمعون، اعضای سازمان        | خسرو شایگان     |
| ۱۰      | میرمحمد تجدد   | اسحاق، اعضای سازمان        | خسرو شمشیرگران  |
| ۱۱      | غلامحسین لطفی  | یعقوب میناسیائی            | بهرام زند       |
| ۱۲      | پروین سلیمانی  | مادر دانیال                | مهین بزرگی      |
| ۱۳      | محمدولی احمدلو | قصاب                       |                 |
| ۱۴      | عباس قاجار     | دلال، (گمرک چی)            | حسین معمارزاده  |
| ۱۵      | مهدی سبوکی     | خبرنگار                    |                 |
| ۱۶      | حسین اسدی      | خاخام                      |                 |
| ۱۷      | حسن رفیعی      | عینکی                      | حسین عرفانی     |

دیگر بازیگران:
1. محمد عبدالهی  (تلگرافچی)
2. محمد رحیمی‌نژاد  (تروریست)
3. پوران صحت‌بخش  (چراغدار)
4. یدالله سلطانی‌عرب  (پدر نوری)
5. نصرت کریمی  (همراه حاج مهدی)
6. سعید دلیری  (متصدی ویزا)
7. شاهد احمدلو  (پسربچه جلو سینما) با صدای فریبا شاهین مقدم
8. پولاد کیمیایی  (پسربچه جلو سینما) با صدای شیوا گورانی
9. کامیار کلاری  (پسربچه جلو سینما)
10. کوهیار کلاری  (پسربچه جلو سینما)
11. آرش اسلامی  (پسربچه جلو سینما)
12. نجف فتاحی  (کاپیتان)
13. عباس عوایدی  (مسول عسالخانه)
14. حسن کمالی  (قاضی)
15. علیشاه مولوی  (دادستان)
16. شاپور دانشیان  (ناخدا)
17. سیامک اشعریون  (پاسبان)
18. محمدتقی حشمتی  (پاسبان)
19. اصغر فرزامی‌نژاد  (افسر)
20. ناصر رودکی  (راننده عینکی)
21. فرهاد خان‌محمدی  (محافظ صف)
22. نورمحمد ذوالفقاری  (کلیمی)
23. حسین حسین[ی]* با گویندگی ایرج رضایی یا احمد رسول‌زاده
24. فرهاد شریفیان (در تیتراژ نیامده)
25. حسن جهان بین (آرایشگر)  (در تیتراژ نیامده)
26. صفر اجلی (در تیتراژ نیامده)

* نام حسین حسینی در تیترا‌ژ آغازین آمده ولی در تیتراژ پایانی درج نشده است.
فیلم سرب با مدیریت خسرو خسروشاهی دوبله شد. دیگر گویندگان در نقشهای فرعی شامل: حسین عرفانی (قاتل مایر)، ایرج رضایی (پیرمرد)، ناصر نظامی (مرد یهودی)، عباس نباتی (مرد یهودی)، مهین برزویی، منوچهر والی‌زاده (یوسف)، رزیتا یاراحمدی، محمد یاراحمدی (صدای داخل دادگاه)، تورج مهرزادیان، سیامک اطلسی و مهدی آرین‌نژاد بودند.

## نمایش فیلم
سرب پس از نمایش در هفتمین دوره جشنواره بین‌المللی فیلم فجر در بهمن ماه سال ۱۳۶۷، از تاریخ چهارشنبه ۳۱ خرداد سال ۱۳۶۸ در سینماهای ایران به اکران عمومی درآمد و توانست نزدیک به یک میلیون و ۱۸۰ هزار مخاطب را روانه سالن‌های سینما کند و در جایگاه دوازدهم جدول پرتماشاگرترین فیلم‌های سال قرار گیرد. فروش فیلم به دلیل همزمانی با درگذشت روح‌الله خمینی بسیار کمتر از انتظار بود.

## حواشی  فیلم
تهران در زمان ساخت این فیلم، در معرض بمباران‌های عراق در دوره دوم جنگ شهر‌ها در سال ۱۳۶۶ قرار داشت و پس از آنکه ۸ بمب در اطراف لوکیشن مربوط به سکانس دادگاه اصابت کرد، محل فیلمبرداری به شمال ایران منتقل شد. همچنین از آنجا که داستان فیلم در تهران سال‌های ۳۰ خورشیدی می‌گذرد، گروه نیاز به استفاده از اتومبیل‌های قدیمی برای به تصویر کشیدن خیابان‌های آن زمان داشته‌است و از آنجا که تنها ۳ عدد از این گونه اتومبیل‌ها در اختیار گروه بوده، دست‌اندرکاران ساخت فیلم با رنگ کردن آنها و استفاده ازشان در سکانس‌های مختلف توانسته‌اند این کمبود اتومبیل را جبران نمایند .
یکی از مکان‌های فیلمبرداری فیلم سرب، دبیرستان البرز بوده است.

## موسیقی فیلم[۱][۱۲]
- آهنگ‌ساز (سازنده‌ی تم‌ها و ملودی‌ها): گیتی پاشایی[۱۳]
- تنظیم‌کننده و رهبری اجرا: ناصر چشم‌آذر[۱۳]
- ضبط: استودیو صبا، سال ۱۳۶۷
- صدابردار و صداپرداز: قاسم عابدین

#### نوازندگان:
- ویلن: همایون رحیمیان، خاچیک بابایان، رضا عالمی (به همراه چند نوازنده دیگر)
- آلتو: سیاوش ظهیرالدینی، نوروز یزدانی
- ویلنسل: کریم قربانی، محسن تویسرکانی، ایرج باستان‌سیَر
- کنترباس: علیرضا خورشیدفر
- کلارینت: اکبر محمدی
- کلارینت‌باس: سعید اتوت
- اُبوآ: فرشید حفظی‌فر
- فاگوت: محمدرضا احمدیان
- ترمپت: منوچهر بیگلری
- ساکسیفون: پرویز شهبازی
- فرنچ‌هورن: جاوید مجلسی
- ماندُلین: خاچیک بابایان
- کمانچه و سه‌تار: مجتبی میرزاده
- تمبک و تومبا: مسعود کیمیایی
- پیانو، آکاردئون و زلیفون: ناصرچشم آذر
- درامز: عین‌الله کیوان‌شکوه

## جشنواره‌ها و جوایز[۱۴]
- جوایز فیلم سرب در هفتمین دوره جشنواره بین‌المللی فیلم فجر در سال ۱۳۶۷

1. برنده سیمرغ بلورین بهترین فیلمبرداری برای محمود کلاری
2. برنده سیمرغ بلورین بهترین چهره‌پردازی برای جلال‌الدین معیریان
3. برنده دیپلم افتخار بهترین نقش اول زن برای فریماه فرجامی

- نامزدی‌های فیلم سرب در هفتمین دوره جشنواره بین‌المللی فیلم فجر در سال ۱۳۶۷

1. نامزد سیمرغ بلورین بهترین بازیگر نقش اول مرد برای هادی اسلامی
2. نامزد سیمرغ بلورین بهترین بازیگر نقش مکمل مرد برای فتحعلی اویسی
3. نامزد سیمرغ بلورین بهترین صحنه‌آرایی از برای ایرج رامین‌فر

- نامزدی‌ها در هشتمین دوره جشنواره بین‌المللی فیلم فجر در سال ۱۳۶۸[۱۴]

1. نامزد جایزه بهترین عکس بخش مسابقه مواد تبلیغاتی فیلم‌ها برای اکبر اصفهانی
2. شرکت در بخش مسابقه مواد تبلیغاتی فیلم‌ها برای بهترین آنونس فیلم ساخته مسعود کیمیایی (نامزد نشد)

- برنده جایزه بهترین بازیگر نقش اول مرد برایهادی اسلامی در بخش خارج از مسابقه‌ی مروری بر آثار فيلمسازان مستقل در چهل و دومین جشنواره بین‌المللی فیلم نیویورک در سال ۱۳۸۳ برابر با ۲۰۰۴ میلادی